# Biblioteca digital

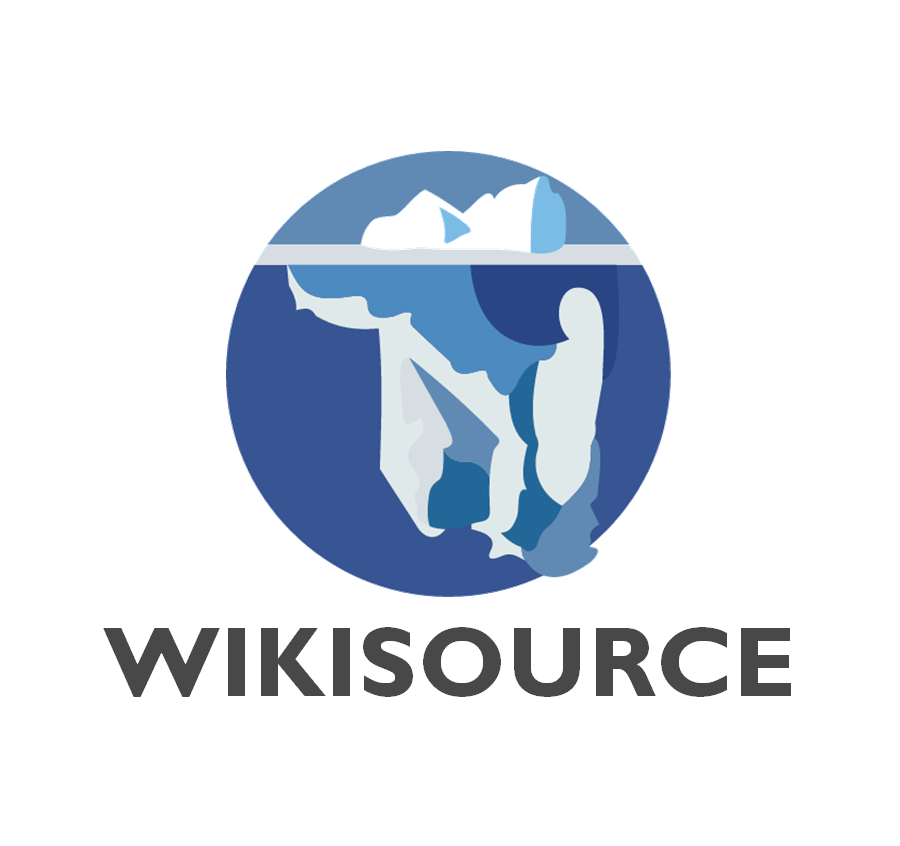
Logo do Wikisource

Biblioteca digital (também conhecida como biblioteca online, biblioteca eletrónica ou mediateca) é uma biblioteca constituída por documentos primários, que são digitalizados quer sob a forma material (disquetes, CD-ROM, DVD), quer em linha através da Internet, permitindo o acesso à distância. Este conceito inclui também a ideia de organização composta por serviços e recursos, cujo objetivo é selecionar, organizar e distribuir a informação, conservando a integridade dos documentos digitalizados.
Segundo Leiner (1988), "Uma biblioteca digital é a colecção de serviços e de objectos de informação, com organização, estrutura e apresentação que suportam o relacionamento dos utilizadores com os objectos de informação, disponíveis directa ou indirectamente via meio electrónico/digital."
O conceito guarda similaridade com o de biblioteca virtual, enquanto uma biblioteca virtual pode não existir fisicamente e constituir-se como um serviço de acesso a outras bibliotecas, que podem disponibilizar material que não esteja digitalizado (como livros ou documentos antigos), a biblioteca digital existe fisicamente, e disponibiliza um acervo de documentos totalmente digitalizados.

## História
O desenvolvimento das bibliotecas digitais está intimamente relacionado com a evolução da tecnologia e do modo de tratamento e transmissão de dados. Desde a invenção do telefone por Graham Bell (1876), passando pela criação do primeiro computador pela ENIAC (1946), até à invenção da web por Tim Berners-Lee (1991).
Antes, em 1971, Michael Hart, no momento em que a rede se limitava apenas a 23 computadores, criou a Biblioteca de Alexandria em formato digital (Projeto Gutenberg), cujo primeiro trabalho se baseou na Declaração da Independência dos Estados Unidos. Esta iniciativa foi muito bem sucedida, dando origem à disponibilização de mais de 2 000 títulos em diferentes línguas.
As bibliotecas começaram por utilizar a tecnologia dos computadores para melhorar os seus serviços básicos como a catalogação e organização do acervo à sua guarda.  Com a proliferação do acesso em linha, estas instituições passaram a poder ter bases de dados organizadas, dinamizando assim a informação disponível.
Na última década do século XX, o mundo da informação digital sofreu grandes transformações, tendo surgido inúmeros projectos que confluíram no que hoje denominamos de bibliotecas digitais, tal como acontece com as bibliotecas das universidades de Columbia e de Yale. Na verdade, hoje o digital deixou de ser um desafio para se transformar numa realidade.

## Opiniões
Muitos autores com diferentes perspectivas falaram sobre a biblioteca digital como uma tecnologia muito importante à escola. O desenvolvimento das novas tecnologias, nas últimas décadas, vem afetando todos os setores da atividade humana, proporcionando maior agilidade de comunicação, reduzindo esforços nas rotinas diárias e ampliando as possibilidades de acesso à informação em todo mundo (Andrade, 1998). Isso inclui de alguma forma a biblioteca digital.
Na opinião de Marchiori (s\d), as modificações tecnológicas e as recentes concepções de gerenciamento de recursos de informação têm causado uma quebra no paradigma dos modelos tradicionais de bibliotecas. O conceito de biblioteca virtual se apresenta como uma alternativa para ampliar as condições de busca, disponibilidade e recuperação de informações de maneira globalizada, qualitativa, pertinente e racional, aliando o acesso local ao acesso remoto, com base nas redes de telecomunicação disponíveis. Tendo em conta que a escola é um lugar onde a informação é a matéria prima principal,  Messina ( s\d)  acredita  que   a biblioteca digital é sem dúvida o modelo ideal de recuperação e disseminação da informação, devido, principalmente, aos vários suportes capazes de recuperá-la e disseminá-la a todos os seus utilizadores, contudo todos os utilizadores devem estar habilitados com as capacidades necessárias sob pena de construirmos um fosso cada vez maior entre quem esta dentro ou fora de um sistema, seja por razões econômicas, geográficas ou culturais.
Para que a escola tenha o desenvolvimento desejado, é necessária a utilização de recursos que facilitem a integração e dinamização do processo de ensino-aprendizagem; e entre os recursos existentes, destacamos a biblioteca digital escolar, instrumento indispensável como apoio didático pedagógico e cultural. A biblioteca digital é vista como parte integrante dos serviços da biblioteca, tirando partido das novas tecnologias para proporcionar o acesso a coleções digitais. No seu conjunto, as bibliotecas digitais complementam os arquivos digitais e outras iniciativas de preservação de recursos de informação (IFLA/UNESCO Manifesto for Digital Libraries, 2011).
Acreditamos que a biblioteca digital na escola é uma tecnologia capaz de fazer a diferença no desenvolvimento do currículo e proporcionar um avanço no processo de ensino-aprendizagem da comunidade escolar. Cruz e Assis (2004) enfatizam a biblioteca digital no ensino à distância, apresentando a importância que ela tem para a instituição.
Temos referências de algumas escolas que tomaram a iniciativa de criar uma biblioteca digital que as sirvam de apoio didatico. Como e o caso da escola por criar

### Vannevar Bush
O surgimento da biblioteca digital pode ser considerado como uma evolução natural da tradicional, em virtude do aumento do fluxo informacional que dificulta a atualização e a recuperação da informação.
Foi pensando em um meio para organizar a informação que Vannevar Bush teve a ideia inovadora de criar uma máquina para "automatizar a memória humana".
Bush considerava que a mente humana trabalhava por associação, criando uma intrincada rede de vias interconectando as memórias e os dados nela armazenados. Portanto, sentiu que o melhor desenho para organizar mecanicamente a informação deveria incorporar a associação.
Em 1945, publicou um artigo na Atlantic Monthly com o título As We May Think. Neste artigo descreveu a máquina que denominou de Memex.  Este, seria um aparelho onde se poderia guardar e abrir documentos utilizando o microfilme. Seria composto por um teclado, botões e alavancas de seleção, e armazenamento de microfilme. A informação guardada no microfilme poderia rapidamente ser aberta e exposta num ecrã. Esta máquina serviria como uma extensão da memória humana e das suas associações. Tal como a mente humana forma memórias através de associações, o utilizador do Memex seria capaz de fazer links entre documentos. Bush chamava a estes links "rastros associativos".
Apesar de Bush acreditar que esta máquina era a evolução da tecnologia da época, o Memex não foi criado.
Pode-se dizer que foi Bush o idealizador da criação de um mecanismo em que se recupera informações para o usuário. Porém, faleceu no dia 30 de junho de 1974, sem que sua invenção fosse colocada em prática - antes mesmo da Internet se tornar popular.
Entretanto suas ideias não ficaram no esquecimento, pois, depois de sua morte, outros deram continuidade aos pensamentos dele. Theodore Nelson, por exemplo, foi um dos que seguiram o raciocínio de Vannevar Bush e passou a ser conhecido, por alguns pesquisadores, como discípulo de Bush.
O hipertexto, o crescimento da Internet e, mais ainda, a concretização dos sonhos de Bush através do desenvolvimento destes recursos tecnológicos é que vão permitir ao leitor, à medida que lê, associar rapidamente àquilo que leu outros textos já lidos e de igual interesse, unindo a eles suas próprias observações, de forma a poder recuperar tudo isso mais tarde, como se fosse um novo texto por ele construído.
Os avanços dos recursos tecnológicos, favoreceram os meios que trabalham com informação, dentre eles a biblioteca tradicional, que para facilitar o acesso, implantou computadores e recursos da área de informática em todos os serviços como catalogação, empréstimo, devolução, etc. Esta modernização serviu de base para a criação da biblioteca digital.

## Utilizadores
Tal como acontece com as bibliotecas tradicionais, os utilizadores das bibliotecas digitais dividem-se em três grandes grupos: investigadores, estudantes / professores e de leitura pública. As necessidades dos utilizadores neste contexto são preenchidas, essencialmente, através da utilização da Internet, acedendo ao sítio ou à página da biblioteca que apresenta informações sobre a própria biblioteca (serviços e colecções), podendo também consultar o catálogo bibliográfico em linha.

## Vantagens
- Conjuga a nova tecnologia informática com a milenar tecnologia da escrita, possibilitando o arquivo e a disponibilização do saber a todos os seus utilizadores;
- Funciona 24 horas por dia e permite o acesso à distância;
- Desenvolve-se a partir de contribuições individuais dos seus utilizadores;
- Permite o acesso simultâneo de um número infinito de utilizadores;
- Permite o acesso em linha a outras fontes de informação externas;
- Comporta diferentes formatos de informação;
- Os custos de aquisição são reduzidos;
- Desempenha um papel importante na preservação dos documentos;
- Facilitam o acesso a pessoas com deficiência.

## Desvantagens
- O excesso de informação cria redundância e perda de tempo;
- Inexistência de infraestruturas necessárias;
- Perigo relacionado com os Direitos Autorais;
- A complexidade dos sistemas informáticos pode levar à info-exclusão.

## Elementos das bibliotecas digitais
- Dados bibliográficos (referentes a documentos em papel e electrónicos);
- Metadados
- Índices e ferramentas de pesquisa;
- Colecções;
- Documentos primários disponíveis sob diferentes formatos;
- Imagens;
- Periódicos em linha;
- Informações úteis sobre a instituição e a comunidade.

## Tipologia
- Bases de Dados Bibliográficas: sistemas de informação onde se registam a existência de recursos, tais como revistas, jornais, relatórios, etc., como por exemplo a PORBASE - Base Nacional de Dados Bibliográficos (Portugal);
- Repositórios Digitais: fundo de obras digitalizadas, tais como revistas, jornais, relatórios, etc., ou de obras nascidas já digitais, como por exemplo a BND - Biblioteca  Nacional Digital (Portugal);
- Manuais Digitalizados: obras em linha que correspondem a manuais de estudantes com informação e serviços complementares (ex.: Metatext);
- Colecções de e-book: acesso via web de livros completos (ex.: NetLibrary);
- Ferramentas de cursos Digitalizados: iniciativa relacionada com o processo de aprendizagem (ex.: XanEdu);
- Bibliotecas Digitais Patrimoniais: colecção de obras raras ou de valor importante para uma dada comunidade, digitais ou digitalizadas a fim de serem acessíveis a todos, como acontece com determinadas colecções à guarda de uma Biblioteca Nacional;
- Bibliotecas Digitais Eruditas: constituição de uma colecção enciclopédica.

## Biblioteca Digital Mundial
Em 2009, a UNESCO, em parceria com a Biblioteca do Congresso dos Estados Unidos, lança a Biblioteca Digital Mundial.

### Bibliotecas digitais brasileiras
- «Sistema de Bibliotecas da Universidade Federal de Minhas Gerais (UFMG)»
- «Biblioteca Digital Paulo Freire»
- «Biblioteca Digital de Literatura Brasileira e Portuguesa - UFSC»
- «Domínio Público: Bilioteca Digital do Governo do Brasil»
- «Biblioteca Virtual da FAPESP»
- «Biblioteca Digital da Universidade Estadual de Campinas, Brasil, São Paulo» (em português)
- «Biblioteca Virtual - Brasil Escola»
- Biblioteca Digital de Aprendizagem
- «pribi.com.br - Biblioteca Virtual com clássicos em domínio público»
- «Wikilivros» - Biblioteca Digital da Wikimedia Foundation
- «Wikisource» - Biblioteca Digital da Wikimedia Foundation
- «Biblioteca Brasiliana Digital - USP»
- «Biblioteca Digital do Senado Federal - BDSF»
- Educoteca: a Biblioteca Turbinada da plataforma de aulas digitais da Secretaria Municipal de Educação (RJ)
- Biblioteca Digital de Teses e Dissertações - BDTD/IBICT
- «Biblioteca Digital Curt Nimuendajú»

### Bibliotecas digitais portuguesas
- «BND - Biblioteca  Nacional Digital»
- «Espaço de obras da BND»
- «Biblioteca Digital de Estatísticas Oficiais»
- «Biblioteca Digital da Universidade do Minho»
- «Biblioteca Digital do ICEP»
- «Biblioteca Digital da Universidade Aberta»
- «Biblioteca Digital do Centro de Estudos Galegos»
- «Biblioteca Digital da Fundação Mário Soares»
- «Biblioteca Digital Ferroviária»
- «Biblioteca Digital da Assembleia da República»
- «Biblioteca do Conhecimento On Line»
- «Biblioteca On Line em seis idiomas»
- «Biblioteca Infoeuropa do Centro de Informação Europeia Jacques Delors»

### Bibliotecas digitais internacionais
- «Biblioteca do Congresso»
- «Bibliothèque Nationale de France»
- «Biblioteca Nazionale Centrale di Roma»
- «Biblioteca Pública de Nova Iorque»
- «Biblioteca Virtual de Macau»
- «Project Gutenberg» — Versão Portuguesa
- «Projekt Runeberg» 🔗
- «Royal Library Belgium»
- «Digital library – The British Library»
- «German library: German subject catalogue»
- «The Princess Grade Irish Library of Monaco»
- «Virtual Library – www virtual library»
- «Cervantes Virtual» (em castelhano)
- «The European Library (A Biblioteca Europeia)»
- «Site Oficial da Biblioteca Digital mundial»
- «Biblioteca Brasiliana Digital - USP»
- «Acervo Digital de Literatura Traduzida - (n.t.)»